# Distrito de Tinicachi
El distrito de Tinicachi es una subdivisión administrativa de la provincia de Yunguyo, ubicada en el departamento de Puno, en el sudeste del Perú. Tiene una población estimada, en 2020, de 939 habitantes.
Desde el punto de vista jerárquico de la Iglesia católica forma parte de la Prelatura de Juli en la arquidiócesis de Arequipa.

## Historia
El distrito fue creado mediante Ley n.º 24042 del 28 de diciembre de 1984, en el segundo gobierno de Fernando Belaúnde.

## Geografía
Es ribereño del lago Titicaca, en su lago más pequeño llamado Menor o Huiñamarca, situado unos 10 km al sur de Copacabana, en la península del mismo nombre.
Linda al norte con la provincia boliviana de Manco Kapac; al sur con el Distrito de Unicachi; al este con el lago y al oeste con el de Ollaraya.

## Autoridades

### Municipales
- 2019 - 2022[cita requerida]
  - Alcalde: Vidal César Uchasara Suxo (FADEP)
  - Regidores:

  1. Cirilo Mamani Chachaque (FADEP)
  2. Fabio Llanquechoque Mamani (FADEP)
  3. Alfredo Mamani Llanchecoque (FADEP)
  4. Herlinda Eloísa Platero Mamani (FADEP)
  5. Fredy Chachaque Siquita (MI CASITA)

## Festividades
- Señor de la Ascensión.
- Virgen de Luján.